# Мајцихов
Мајцихов (слч. Majcichov) насељено је мјесто са административним статусом сеоске општине (слч. obec) у округу Трнава, у Трнавском крају, Словачка Република.

## Становништво
| Година:    | 1994. | 2004.   | 2014.   | 2024.    |
| ---------- | ----- | ------- | ------- | -------- |
| Број људи: | 1849  | 1857    | 1912    | 2181     |
| Разлика:   |       | +0,43 % | +2,96 % | +14,06 % |

| Година:    | 2023. | 2024.   |
| ---------- | ----- | ------- |
| Број људи: | 2179  | 2181    |
| Разлика:   |       | +0,09 % |

Према подацима о броју становника из 2024. године насеље је имало 2181 становника.